# Lasiomorpha meeki
Lasiomorpha meeki är en fjärilsart som beskrevs av Rothschild 1917. Lasiomorpha meeki ingår i släktet Lasiomorpha och familjen Eupterotidae. Inga underarter finns listade i Catalogue of Life.